# FSV Bayreuth
Maillots
Dernière mise à jour : 10 avril 2011.
Le FSV Bayreuth est un club sportif allemand localisé à Bayreuth en Bavière.
Le club est le fruit d’une fusion survenue en 2003, entre la section football du BSV 98 Bayreuth et celle du 1. FC Bayreuth 1910. Ces deux clubs poursuivirent leurs activités avec d'autres disciplines que le football.
Le BSV 98 Bayreuth est lui-même le résultat d'une fusion, en 1969, entre le TuSpo 1898 Bayreuth et le VfB Bayreuth.

## Repères historiques
- 1898 - 13/12/1898, fondation du FREIE TURNER BAYREUTH.
- 1910 – fondation du ERSTE FUSSBALL CLUB BAYREUTH 1910.
- 1913 – fondation du FUSSBALL CLUB SANKT-GEORG.
- 1919 - 23/09/1919, FREIE TURNER BAYREUTH fut renommé TURN-und SPORTEREIN 1898 BAYREUTH. Ce club dispose de plusieurs "sections": une dans la commune de "St-Georg", celle de "Kreuz", de la "Altstadt" (vieille ville).
- 1921 - FUSSBALL CLUB SANKT-GEORG changea son nom en VEREIN für BEWEGUNGSPIEL BAYREUTH.
- 1921 – 21/07/1921, la section du TuSpo 1898 Bayreuth d'Alstadt prit le nom de SPORTVEREININGUNG BAYREUTH en absorbant le FUSSBALL CLUB STERN BAYREUTH.
- 1925 - SPORTVEREININGUNG BAYREUTH prit son indépendance et dint un club à part entière.
- 1945 – dissous par les Alliés, le ERSTE FUSSBALL CLUB BAYREUTH 1910 et le VEREIN für BEWEGUNGSPIEL BAYREUTH furent reconstitués.
- 1945 – dissous par les Nazis en 1933, les clubs du TURN-und SPORTEREIN 1898 BAYREUTH et du SPORTVEREININGUNG BAYREUTH furent reconstitués
- 1969 – 14/03/1969, TURN-und SPORTEREIN 1898 BAYREUTH et le VEREIN für BEWEGUNGSPIEL BAYREUTH pour former le BALLSPIELVEREIN 98 BAYREUTH.
- 2003 – 14/03/2003, ERSTE FUSSBALL CLUB BAYREUTH 1910 fusionna avec la section football du BAYREUTHER SPORTVEREIN 1898 pour former le FUSSBALL SPIELVEREIN BAYREUTH.

## Histoire

### TuSpo 1898 Bayreuth
Ce club vit le jour en 1898 sous le nom de FT Bayreuth. Il fut renommé TuSpo 1898 Bayreuth en 1919. Il fusionna en 1969 avec le VfB Bayreuth pour former le Bayreuther SV 1898 ou BSV 98 Bayreuth.

### 1. FC Bayreuth 1910

ancien logo du 1. FC Bayreuth 1910

Le club fut fondé en 1910. Il est le seul club de la localité de Bayreuth à avoir atteint la plus haute division de la hiérarchie du football allemand.
En 1926, le club monta en Bezirksliga Bayern où il retrouva des ténors de l’époque comme 1. FC Nûrnberg et le SpVgg Fürth. 
Gra^ce à son meilleur résultat dans cette ligue, une 4e place obtenie en 1933, le 1. FC Bayreuth fut admis dans la Gauliga Bayern, une des seize ligues créées sur ordre des Nazis  qui venaient d’arriver au pouvoir. Le club fut relégué après une saison. Il remonta en 1935 en football mais redescendit directement.
Malgré ses tentatives, le 1. FC Bayreuth ne parvint plus à remonter en Gauliga.
En 1945, le 1. FC Bayreuth fut dissous par les Alliés, comme tous les clubs et associations allemands (voir Directive n°23). Rapidement reconstitué, le club essaya de rejoindre la Landesliga Bayern en 1946, mais il échoua durant les matches de barrage.
En 1949, le club remporta la Kreisliga Oberfranken-Ost et monta en Amateurliga Bayern, une ligue située à cette époque au 3e rang. Terminant vice-champion, le club eut le droit de participer à la 1e édition du Championnat d’Allemagne Amateur. Il fut éliminé au premier tour (1-0) par le VfL Sindelfingen.
La saison suivante, il presta encore joliment et fut repris dans la 1. Amateurliga Nordbayern. Mais en 1956 il perdit une longue lutte contre la relégation et descendit en 2. Amateurliga Bayern.
Le cercle remporta sa série dès l’année suivante mais échoua à décrocher sa remontée lors du tour final. En 1958, après un nouveau titre, il mena à bien sa mission et retourna au 3e niveau où il fut vice-champion du SpVgg Bayreuth l’année suivante.
Troisième en 1960, il fut de nouveau relégué en compagnie du VfB Bayreuth en 1961 alors que le SpVgg Bayreuth remontait vers la 2. Oberliga Süd.
Remonté en 1. Amateurliga en 1962, le club ne put s’y maintenir alors que cette ligue était ramenée de 2 à 1 série en vue de la saison suivante.
Le 1. FC Bayreuth attendit 1965 pour revenir en 1. Amateurliga Bayern. Par la suite, il joua à l’ascenseur entre les 3e et 4e niveaux jusqu’en 1972.
En 1982, le cercle fut renvoyé en Bezirksliga. IL remonta en Landesliga directement mais redescendit en 1985, en même temps que le BSV 98 Bayreuth.
En 1988, le 1. FC Bayreuth joua lors de la saison inaugurale de la Bezirksoberliga Bayern, Oberfranken, mais il en fut directement relégué.
Joua en  Bezirksliga Oberfranken-Ost, le club évolua en milieu de classement. Il y resta jusqu’en mai 2003 lorsqu’il fusionna avec le BSV 98 Bayreuth.

### VfB Bayreuth
Le club fut fondé en 1913 sous le nom de FC St-Georg. Devenu VfB Bayreuth en 1921, le club fut en faillite en 1930. Il fut rapidement reconstitué. En 1969, il fusionna avec le TuSpo 1898 Bayreuth pour former le Bayreuther SV 1898 ou BSV 98 Bayreuth.

### BSV 98 Bayreuth
Fruit de la fusion, en 1969, entre le TuSpo 1898 Bayreuth et le VfB Bayreuth.

### FSV Bayreuth
Le club formé par la fusion des deux sections football prit place en Kreisliga Bayreuth soit au 8e niveau de la hiérarchie.
Terminant en milieu de tableau en 2004, le FSV Bayreuth tenta, mais sans succès, de monter vers l’étage supérieur lors de la saison suivante.
Finalement, ce fut lors de sa 4e saison, soit en 2007, que le cercle accéda à la Bezirksliga Oberfranken-Ost. Du niveau 7, cette ligue recula au 8e rang en 2008, lors de la création de la 3. Liga en tant que "Division 3". En 2009, le cercle décrocha une nouvelle montée en étant champion de Bezirksliga Oberfranken-Ost.
En 2010-2011, le FSV Bayreuth évolue en Bezirksoberliga Bayern, Oberfranken, soit au 7e rang de la hiérarchie de la DFB.

## Palmarès

### 1. FC Bayreuth 1910
- Vice-champion de l’Amateurliga Nordbayern (III): 1951, 1959.
- Champion de la Landesliga Nordbayern (IV): 1965, 1969, 1972.
- Vice-champion de la Landesliga Nordbayern (IV): 1967, 1968, 1971.
- Champion de la 2. Amateurliga Oberfranken-Ost (IV): 1957, 1958.

### FSV Bayreuth
- Champion de la Kreisliga Bayreuth (VIII): 2007.
- Champion de la Bezirksliga Oberfranken-Ost (VIII): 2009.